# Rhinolophus inops
Rhinolophus inops es una especie de murciélago de la familia Rhinolophidae.

## Distribución geográfica
Es endémica de las Filipinas.